# یومی موریو
یومی موریو (انگلیسی: Yumi Morio؛ زادهٔ ۸ ژوئن ۱۹۶۶) صداپیشه، خواننده و بازیگر اهل ژاپن است.
از فیلم‌هایی که وی در آن‌ها نقش داشته‌است، می‌توان به و آنگاه اشاره نمود.